# Ghada Shouaa
Ghada Shouaa (àrab: غادة شعاع, Ḡāda Xuʿāʿ) (Muhardeh, 10 de setembre de 1972) és una atleta siriana, ja retirada, que competí en la prova d'heptatló.
Va néixer a la petita vila de Muhardeh, a la Governació d'Hama. El seu primer esport fou el basquetbol. Va jugar a la selecció nacional alguns anys, però finalment es decantà per l'atletisme. Disputà el seu primer heptatló el 1991, i immediatament participà en el Campionat del Món del mateix any a Tòquio on es classificà en darrera posició. El mateix any, però, guanyà la medalla d'argent als Campionats d'Àsia.
Shouaa debutà als Jocs Olímpics a Barcelona 1992, on acabà en la posició 18a malgrat una lesió. El seu esclat arribà l'any 1995 quan en una prova a Götzis va fer 6715 punts. Al Campionat del Món del mateix any a Göteborg, aprofità la baixa de Sabine Braun i guanyà la medalla d'or.
La temporada següent tornà a guanyar la reunió de Götzis i realitzà el rècord d'Àsia amb 6942 punts. A Atlanta, tres mesos més tard, confirmà el seu gran moment amb la victòria als Jocs Olímpics, esdevenint el primer esportista de Síria a guanyar una medalla d'or en aquesta competició.
Una greu lesió arruïnà la següent temporada i no tornà al màxim nivell competitiu fins al 1999, quan fou tercera al Campionat del Món de Sevilla. Shouaa intentà defensar el seu títol olímpic a Sydney, però es tornà a lesionar i no va poder concloure la prova. Després d'aquesta temporada decidí retirar-se.